# Dynasty: The Reunion
Dynasty: The Reunion is een miniserie uit 1991 die bestaat uit twee delen, gebaseerd op de succesvolle televisieserie Dynasty uit de jaren tachtig.
De hoofdrollen worden gespeeld door John Forsythe (Blake Carrington), Linda Evans (Krystle Carrington), John James (Jeff Colby), Heather Locklear (Sammy Jo Reece), Emma Samms (Fallon Carrington Colby), Kathleen Beller (Kirby Anders), Al Corley (Steven Carrington), Maxwell Caulfield (Miles Colby), Michael Brandon (Arlen Marshall), Robin Sachs (Adam Carrington), Jeroen Krabbé (Jeremy Van Dorn) en Joan Collins (Alexis Colby).
Het eerste deel is voor het eerst te zien geweest op de Amerikaanse televisie en wel op 20 oktober 1991. Deel 2 volgde op 22 oktober 1991.